# Сонгкок
Сонгко́к (индон. Songkok; также пе́чи индон. Peci) — традиционный головной убор в Индонезии, Брунее, Малайзии, Сингапуре, на юге Филиппин и Таиланда среди мусульманского населения. Сонгкок имеет форму усечённого конуса, изготавливается из чёрного войлока, хлопка или бархата. В Малайзии и на Филиппинах сонгкок ассоциируется в первую очередь с исламом, тогда как в Индонезии — с националистическим светским движением.
Сонгкок, как считается, ведёт своё происхождение от османской фески, но точное время его появления в Юго-Восточной Азии неизвестно. По данным одной брунейской газеты, она появилась в регионе в период распространения ислама в XIII веке, но эта точка зрения считается ошибочной. Самое раннее письменное упоминание слова «сонгкок» — в поэме «Syair Siti Zubaidah» (1840). В малайских полках сонгкок стал частью их военной формы ещё при британском правлении. В Индонезии данный головной убор считается одним из символов местного национализма, поскольку его носили многие лидеры националистов XX века (в том числе Сукарно и Сухарто); Сухарто фактически сделал печи из чёрного бархата традиционным мужским головным убором в стране.
Сонгкок также используется в геральдике султаната Сулу.